# Américo Gallego
Américo Rubén Gallego (Morteros, 1955. április 25. –) argentin labdarúgóedző, világbajnok válogatott labdarúgó. A Panamai válogatott szövetségi kapitánya.
Az argentin válogatott tagjaként részt vett az 1975-ös és az 1979-es Copa Américán, az 1978-as és az 1982-es világbajnokságon, illetve az 1980-as Mundialiton.

## Sikerei, díjai

### Játékosként
River Plate
- Argentin bajnok (2): 1981 Nacional, 1985–86
- Copa Libertadores (1): 1986
- Interkontinentális kupagyőztes (1): 1986
- Copa Interamericana (1): 1986

Argentína
- Világbajnok (1): 1978

### Edzőként
River Plate
- Argentin bajnok (2): 1994 Apertura, 2000 Clausura

Independiente
- Argentin bajnok (1): 2002 Apertura

Newell's Old Boys
- Argentin bajnok (1): 2004 Apertura

Toluca
- Mexikói bajnok (1): 2005 Apertura
- Mexikói szuperkupa (1): 2006